# カルスターダ

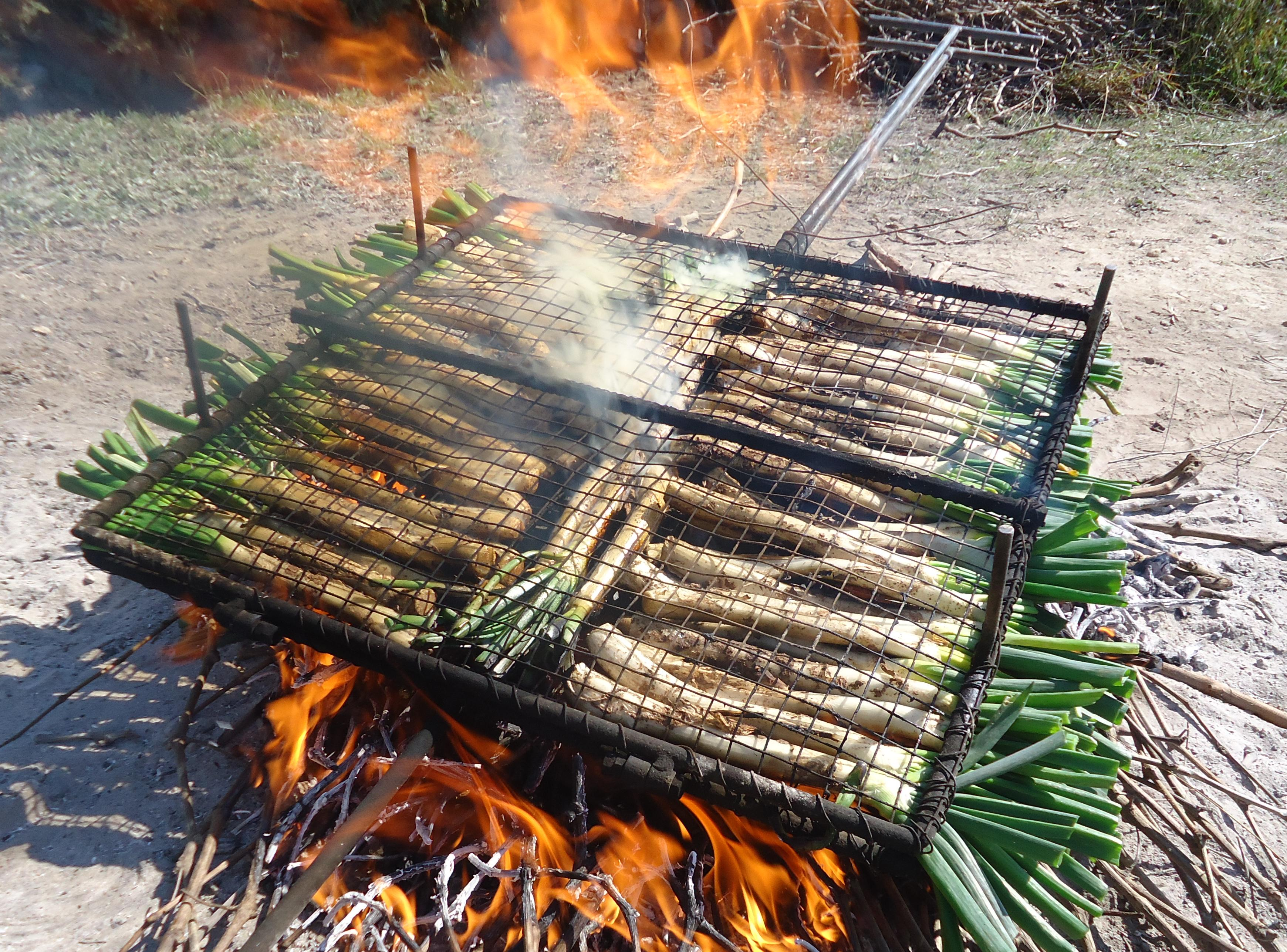
カルソッツを焼いているところ

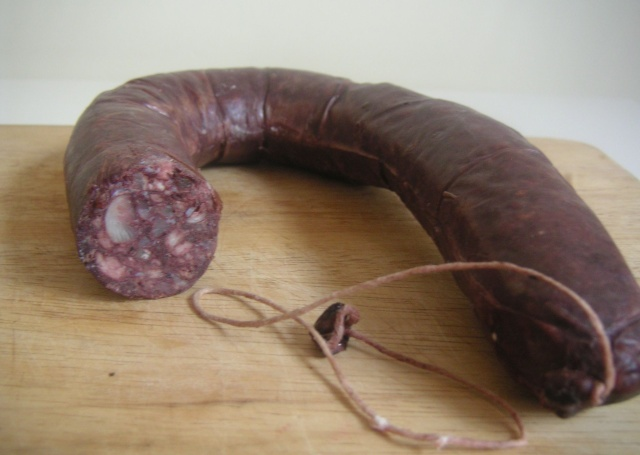
黒ブティファラ

カルスターダ（カタルーニャ語: Calçotada）またはカルソターダ、カルソタダは、スペイン・カタルーニャ州タラゴナ県の冬から春に掛けての名物料理。また、カルソッツという葱を焼いて食べるために集まることを指す。
同県の特産品であるカルソッツをブドウの剪定枝の上で黒くなるまで焼き、新聞紙に包んで蒸した後に焦げた外皮を取り払い、内側の部分をサルビチャーダやこれによく似たルメスクソースに浸して食べる。黒く焦げた皮を剥いてから食べるので、手も服も黒くなる。そのため、野外でバーベキューのように食べるのが一般的である。レストランで提供される際にはお手拭き、手袋やカルソターダ用のエプロンが提供される。
典型的には、このカルソッツを焼いたものが前菜で、メイン料理はブティファラであり、赤ワインと共に食される。
新葱の採れる3月までしか食べることはできない。
この料理・食文化の本場はカタルーニャ州タラゴナ県であるが、2018年時点で同州のバルセロナやバレンシア州のシャティバに広がりを見せている。バルセロナでは、冬の風物詩となっている。